# Nannophlebia lorquini
Nannophlebia lorquini är en trollsländeart som först beskrevs av Selys 1869.  Nannophlebia lorquini ingår i släktet Nannophlebia och familjen segeltrollsländor. Inga underarter finns listade i Catalogue of Life.